# ウガリット語
ウガリット語（ウガリットご）は、地中海東岸にあった古代の都市国家ウガリット（現在のシリア・アラブ共和国南西部の都市ラス・シャムラ）で使用されていた言語。現在は死語である。

## 概要
アフロ・アジア語族セム語派北西セム語に分類される言語。ウガリットの遺跡から出土した紀元前14世紀 - 紀元前13世紀頃の粘土板文書に見られる。

## 文字体系
主にウガリット文字と呼ばれるやや簡略化された楔形文字の一種で表記されるが、文書によってはメソポタミア楔形文字で表記されたものもある。
ウガリット文字は基本的に母音を表記しない文字なので、このウガリット語が実際にどう発音されていたかははっきりしない部分が多い。ただし、メソポタミア楔形文字は音節文字なので、これで表記された文書に見られる単語は母音が判明しており、またアラビア語やアッカド語を参考にした再建も行われている。そこでウガリット語を音写する場合、実際の綴り（ほとんど子音文字のみである）の後に推定される発音、またはメソポタミア楔形文字での表記を[]で括って併記する事がよく行われている。例えば、ym [yammu]「海」、ym [yômu]「日」、bṯn [ba-ṯa-nu]「蛇」などのように併記する。この場合、yammu、yômuは想定される発音、ba-ṯa-nuはメソポタミア楔形文字で記されている発音である。

## 発音
母音は短母音a、i、u、長母音ā、ī、ūがあったと考えられている。さらに、母音と母音または半母音がとなり合った場合に同化して生じた長母音â、î、û、ê、ôもある。
子音は’ /ʔ/、b、g、ḫ /x/、d、h、w、z、ḥ (強勢音のh)、ṭ (強勢音のt)、y、k、š /ʃ/、l、m、ḏ /ð/、n、ẓ (強勢音のz)、s、‘ /ʕ/、p、ṣ /ts/、q (強勢音のk)、r、ṯ /θ/、ġ /ɣ/、t、ś /s/ があった。それぞれの推定音や原語での表記についてはウガリット文字を参照されたい。 

## 文法
名詞には性（男性、女性）の区別があり、女性名詞には一般に女性語尾-t [-(a)t]が付く。例えば、mlk [malku]「王」、mlkt [malkatu]「女王」といったように書き分ける。さらに数（単数、双数、複数）、格（主格、属格、目的格）の区別があり、それによって語尾変化する。ちなみに目的格には副詞的用法と呼ばれる用法があり、動詞の目的語だけでない幅広い使用が可能である。なお、ウガリット語に冠詞は無い。
形容詞は修飾する名詞に従って性、数、格の語尾変化をする。 例) mlk rb [malku rabbu]「偉大なる王（は）」、malkt rbt [malkatu rabbatu]「偉大なる女王（は）」。また、形容詞はその性質を帯びた名詞としても用いられる。例えば、rb [rabbu]「偉人」といったように変化する。
人称代名詞には、単語として使用する独立代名詞と、名詞の接尾辞として所有を示す所有代名詞、動詞の接尾辞として動作の目的を示す接尾代名詞がある。独立代名詞は人称・性・数・格によって変化があるが、史料の不足から詳細が不明のものもある。
動詞は、セム語の例に洩れず、多くが子音3音で構成される語根から作られる。相（完了、未完了）の区別があり、厳密な意味での時制はない。さらに主語となる名詞・代名詞の性、数、人称によって変化し、原則として完了には接尾辞が、未完了には接頭辞が付く。 例えば、mlk「王である、王として統治する」の場合、mlk [malaka]「彼は統治した」、mlkt [malakat]「彼女は統治した」、ymlk [yamluku]「彼は統治する」、tmlk [tamluku]「彼女は統治する」など。
分詞は能動分詞と受動分詞があり、形容詞と同じく修飾する名詞に従って性、数、格の語尾変化をする。その動作者として名詞化されるのも同様である。語根に母音を挿入して作られるため、母音を表記しないウガリット文字文書では解読が難しい。
能動分詞は、mlkを例にとるなら[māliku]（統治する、ただし実際には単にmalk「王」が使用されたはず）となる。女神アーシラト(aṯrt[’āṯiratu])の名も、本来は「行進する（女性）」という能動分詞である。受動分詞は、mlk [malīku]（統治される）のようになる。この場合、綴りは能動分詞と同じになるので文脈によって判断する必要がある。
前置詞は、名詞の格変化だけでは表現できない格を示す為に用いられる。ウガリット語では、前置詞の付く名詞は必ず属格になる。前置詞の中で多用されるのはb [bi]やl [le]であるが、これらは動作の起点や終点、手段や位置など極めて幅の広い意味を持ち、解読の難しいものでもある。例えば、ym [yamma]やb ym [bi yammi]は「海で」「海へ」「海から」のいずれも表し得る。
副詞には、否定を表すl [lā]など純粋な副詞もあるが、多くの場合名詞や形容詞の目的格を流用する。そのままでも用例があるが、-h [-h]やm [-am]などの接尾辞を付けて意味をはっきりさせる事が多い。
接続詞には様々なものがあるが、特に多用されるのは、アラビア語やヘブライ語でも多用されるw[wa]である。これは順接にも逆説にも、また、結果や目的にもわたる幅広い意味を持つ。